# Hornstull
Hornstull è un quartiere di Stoccolma.
Si trova in corrispondenza dell'estremità occidentale dell'isola di Södermalm, a sua volta situato a sud del centro cittadino. Qui si incrociano le strade Hornsgatan e Långholmsgatan, ed era, fino ai primi anni del XIX secolo, un'area soggetta a dazio ("tull" in italiano significa proprio "pedaggio").
Oggi Hornstull ospita nei fine settimana un mercato chiamato "Street".
La fermata della metropolitana, posizionata sulla linea rossa, è attiva dal 5 aprile 1964.

## Galleria d'immagini

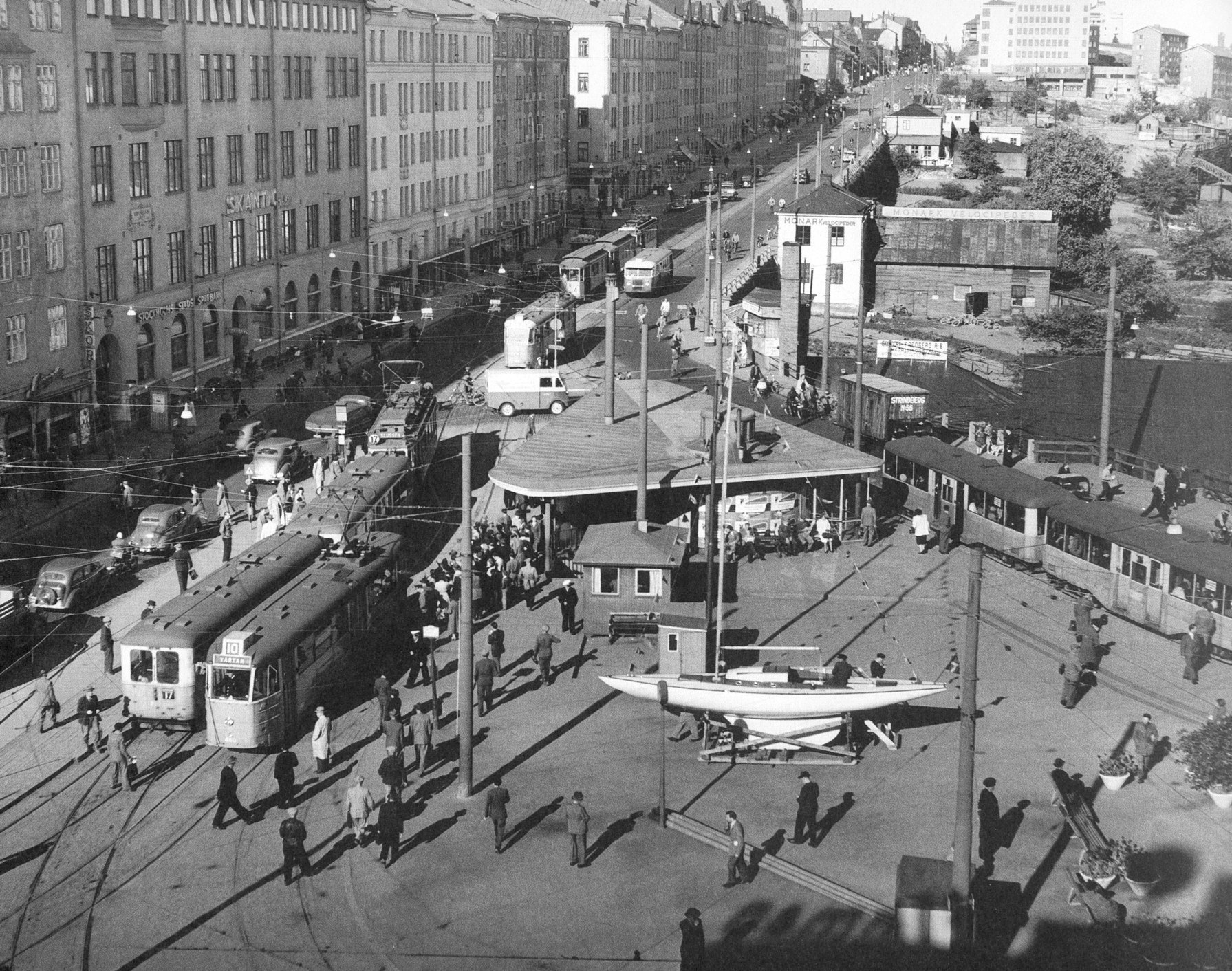
Hornstull nel 1950
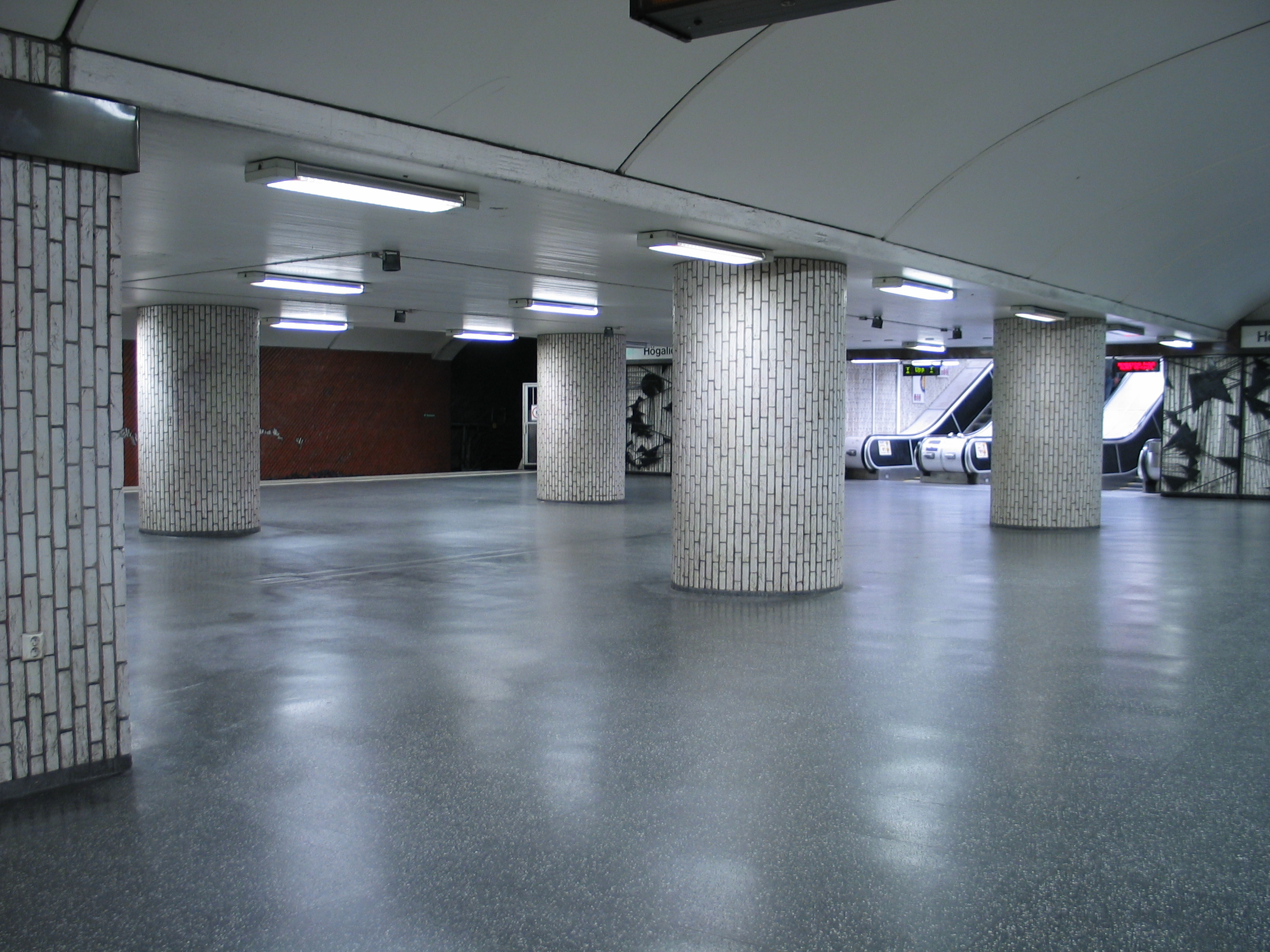
La stazione della metropolitana
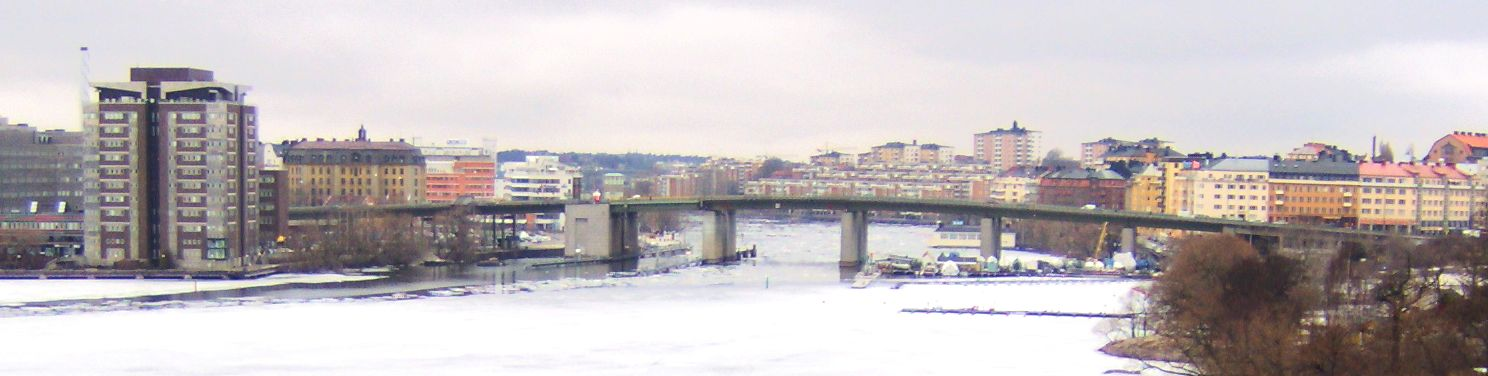
Il ponte che divide Hornstull dall'area di Liljeholmen